# Пирин-Фиат
Пирин-FIAT е марка автомобили, произвеждани в България от завод „Балкан“ в Ловеч.

## История
На 26 септември 1966 г. е проведена среща между ръководителите на ДСО „Балканкар“ и представители на FIAT.
В проектодоговора е заложено ДСО „Балканкар“ да се разплаща с FIAT чрез компенсация със стоки от листата на износните централи на България.
На 17 и 18 ноември при търговския директор на ДСО „Балканкар“ е съставен текстът на договора заедно с италианците, но се появяват известни усложнения поради високите изисквания, предявени от българска страна. В крайна сметка е постигнато съгласие за развиване на собствено производство на детайли и групи от агрегатите от леките автомобили FIAT в размер на 40% от стойността на колата. На 6 декември 1966 г. са получени първите чертежи от FIAT в два варианта.
На 3 март 1967 г. в Торино, Италия, е сключен договор с FIAT за монтаж на леки автомобили FIAT 850 берлина, 850 купе, FIAT 124 берлина и FIAT 124 комби.
Първите 18 броя коли FIAT 850 пристигат в ЗЛА „Балкан“ на 10 май 1967 г. Скоро след усвояване на монтажа е взето решение да бъде избрано българско име на сглобяваните в Ловеч италиански автомобили. Те неофициално са наречени „Пирин“, въпреки че фирмените надписи върху каросерията остават непроменени.
На 27 юни 1967 г. е монтирана първата кола FIAT 850 в ЗЛА „Балкан“.
На 12 март 1968 г. са получени първите коли FIAT в разглобено състояние по стандарт 2А, а на 2 април в завода пристига и постоянният представител на FIAT в София за оказване на техническа помощ.
Монтажът на FIAT 850 по стандарт 2А стартира на 4 април 1968 г.
Между 28 април и 5 май 1968 г. инж. Димитър Дамянов е командирован в Торино за сключване на договор с FIAT относно доставката на съоръжения за заварка и монтаж.
На 28 април 1968 г. в завода пристига инж. Бразио в качеството си на технически контрольор, а на 13 декември 1968 г. в ЗЛА „Балкан“ идват специалистите Мюлер и Грималди от фирмата „Трафо“, Италия, във връзка с монтажа на бояджийска инсталация.
През 1971 г. изтича петгодишният договор с FIAT, който впоследствие не е подновен. Последният сглобен автомобил по това споразумение е FIAT 850, който напуска монтажната линия на завода в Ловеч през септември 1971 г.

## Произведени автомобили
- FIAT 850 седан (1967-1971): 360
- FIAT 850 купе (1967-1970): 89
- FIAT 124 седан (1967-1971): 274
- FIAT 124 комби (1967-1970): 35

Общо: 758 бр.
Тази статия се основава на материал, публикуван на www.carhistorybg.com, използван с разрешение на автора. Този сайт вече не съществува, но същият материал е поместен на сайта www.balkancar.org, с неясен автор.